# Efim Alexandrov
Efim Alexandrov (nacido como Efimian Ziсerman; el 13 de mayo de 1960, en el Raión de Pidvolochysk, en el Óblast de Ternópil, en Ucrania) es un actor, cantante y comediante ucraniano, así como un conocido intérprete de música judía, prestando especial atención a las canciones folclóricas judías como parte del programa para salvar al idioma yidis, una lengua minoritaria de los judíos asquenazíes de Europa Oriental. Efim es un artista meritorio de la Federación Rusa.

## Padres
Sus padres fueron Lubov Efimovna y Boris Mikhailovich Ziсerman, ambos nacieron en el municipio de Bershad, en el Óblast de Vínnitsa y fueron prisioneros del gueto de Bershad. Después de la liberación de Bershad en 1944, su padre fue llamado para hacer el servicio militar en el Ejército Rojo de obreros y campesinos, cuando llegó el final de la Segunda Guerra Mundial, el padre de Efim se encontraba en Ucrania occidental, después del licenciamiento militar se graduó en la Universidad de Leópolis y trabajó como jefe de departamento en el periódico local del Raión de Pidvolochysk y más tarde en el Óblast de Jmelnitski. Después de graduarse de la facultad de medicina, su madre trabajó durante 40 años como enfermera en la sala de enfermedades infecciosas del hospital regional de Pidvolochysk.

## Primeros años
Mientras asistía a la escuela secundaria, Efim Ziсerman se graduó en una escuela de música especializada en clarinete. Efim participó activamente en grupos de talentos aficionados en Volochysk, adonde se mudó su familia en 1968. Después de haber terminado sus estudios en la escuela secundaria de Volochysk (1976), fue a la escuela de teatro estatal de Dnipró. Como estudiante de la escuela de teatro, Efim participó en una variedad de programas de televisión de entretenimiento en Dnipró. Efim se convirtió en miembro de una institución literaria, la unión de escritores de Ucrania. Tanto su poesía como sus artículos de crítica se publicaron en diferentes periódicos y revistas de Ucrania. Graduado de la escuela de teatro, antes del servicio militar, trabajó en el teatro de marionetas de Ternópil. En 1982 asistió a la facultad de teatro musical del Instituto ruso de arte teatral, fue alumno del trabajador artístico honorable de la República Socialista Soviética de Ucrania, el profesor Mijaíl Borisovich Mordvinov, y del Artista del Pueblo de la URSS, Alexey Tikhonovich Sergeev. Como estudiante, cooperó activamente con los compositores de Moscú en la sección de propaganda del sindicato de compositores de la Unión Soviética. Efim fue invitado a ser solista en el Teatro Musical de Cámara Judía, donde debutó en el estreno de la obra "Los sabios de Khelem". Posteriormente fue invitado al "Rosconcert", en el teatro musical, bajo la dirección de Vladimir Vinokur, donde actuó no solo como artista, sino también como productor de representaciones y obras de teatro. Las representaciones más conocidas de Alexandrov son "Decretos del destino" (entrevista con un ruso que se encontraba en un país oriental donde fingía ser un eunuco) y una parodia satírica de un espectáculo de marionetas, “Nadie sale vivo de aquí”, caricaturizando las desventajas del sistema sanitario soviético.

## Actividad creativa
En 1993 Efim Alexandrov publicó su primer álbum musical con canciones populares judías compuestas por Ilya Lubinsky y poemas de Mijaíl Tanich, al cabo de un año, fue emitida una película musical con un nombre similar, realizada en un estudio de televisión de Kiev. Efim Alexandrov fue galardonado con un premio de la Federación de Comunidades Judías de Rusia.
En una ceremonia, Efim Alexandrov fue galardonado por el canal nueve de la televisión israelí, con un premio especial por su contribución a la cultura judía mundial.
Los ganadores se determinaron mediante los votos de cientos de miles de israelíes hablantes de ruso. Durante los últimos años ha estado trabajando en el marco del proyecto "The Songs of the Jewish Shtetle", las canciones del Shtetl judío.